# Kutbo-Dammsjön
Kutbo-Dammsjön är en sjö i Säters kommun i Dalarna och ingår i Dalälvens huvudavrinningsområde. Sjön har en area på 0,239 kvadratkilometer och ligger 202,3 meter över havet. Sjön avvattnas av vattendraget Norboån.

## Delavrinningsområde
Kutbo-Dammsjön ingår i det delavrinningsområde (668765-148406) som SMHI kallar för Utloppet av Kutbo-Dammsjön. Medelhöjden är 220 meter över havet och ytan är 1,1 kvadratkilometer. Det finns ett avrinningsområde uppströms, och räknas det in blir den ackumulerade arean 4,71 kvadratkilometer. Norboån som avvattnar avrinningsområdet har biflödesordning 3, vilket innebär att vattnet flödar genom totalt 3 vattendrag innan det når havet efter 239 kilometer. Avrinningsområdet består mestadels av skog (73 procent). Avrinningsområdet har 0,23 kvadratkilometer vattenytor vilket ger det en sjöprocent på 20,8 procent.